# Habenaria gustavo-edwallii
Habenaria gustavo-edwallii là một loài thực vật có hoa trong họ Lan. Loài này được Hoehne mô tả khoa học đầu tiên năm 1937.